# J2000.0
J2000.0 — название эпохи в астрономии. Эпоха — определённый момент времени, в который точно определены астрономические координаты и элементы орбит, и от которого вычислены другие орбитальные параметры, с целью предсказания положения того или иного объекта в будущем.
С течением времени неточности и ошибки измерений накапливаются, создавая всё больше ошибок вычислений положения объекта. В прошлом астрономы и группы астрономов определяли эпохи по своему усмотрению, однако в настоящее время эпохи определены в международном соглашении. Таким образом, астрономы по всему миру могут сотрудничать более эффективно.
Текущая эпоха, определённая международным соглашением — J2000.0.
Юлианская дата:
- 2451545,0 юлианских дней, или полдень 1 января 2000 года по земному времени.

Эти дата и время эквивалентны:
- 12:00:00 1 января 2000 года по земному времени (TT).
- 11:59:27,816 1 января 2000 года по международному атомному времени (TAI).
- 11:58:55,816 1 января 2000 года по всемирному координированному времени (UTC).